# Новгородова (деревня)
Новгородова — деревня в Свердловской области России, входит в Ирбитское муниципальное образование.

## Географическое положение
Деревня Новгородова муниципального образования «Ирбитское муниципальное образование» расположена в 12 километрах (по автотрассе в 15 километрах) к югу-юго-востоку от города Ирбит, по берегам реки Берёзовка (левого притока реки Кирга), в устье левого притока реки Липовка.

## История деревни
В начале XX века главным занятием жителей было земледелие и работа в городе Ирбите во время ярмарки, куда многие уходили в услужение.
В начале XX века в деревне существовала деревянная часовня во имя чудесного спасения Царской Семьи от опасности 17 октября 1888 года.

## Население
| 2002 | 2010 | 2021 |
| ---- | ---- | ---- |
| 509  | ↘453 | ↘359 |